# Prostitutie in Nijmegen

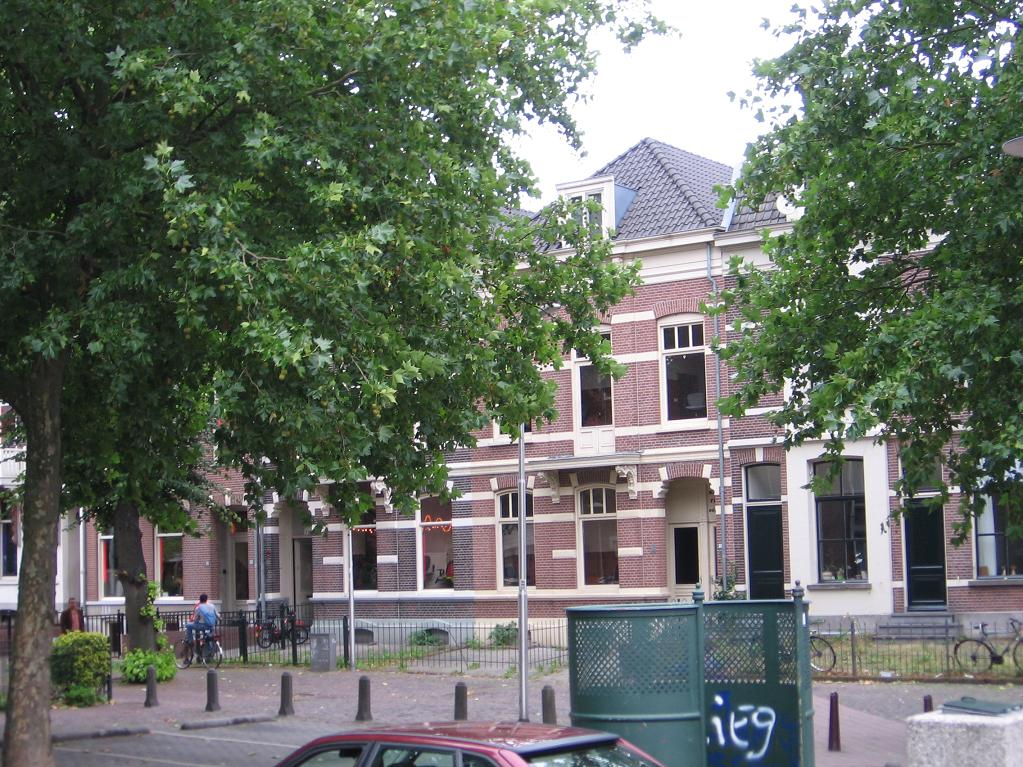
Nieuwe Markt overdag

Dit artikel gaat over prostitutie in de Nederlandse stad Nijmegen (provincie Gelderland).

## Raamprostitutie
Raamprostitutie in Nijmegen vindt plaats aan de Nieuwe Markt die ten noorden van het Kronenburgerpark ligt. Raamprostitutiebedrijven mogen uitsluitend gevestigd zijn in de percelen Nieuwe Markt 24 tot en met 40 (even nummers). Hier waren maximaal 70 kamers in gebruik. Dit aantal was eind 2018 gedaald tot 14 in nog maar één pand.

## Tippelprostitutie
Een gedeelte van de Nieuwe Marktstraat is aangewezen als tippelzone. De aangewezen locatie mag slechts gebruikt worden voor straatprostitutie van 20.00 tot 2.00 uur. De Nieuwe Marktstraat ligt ten westen van het Kronenburgerpark.

### Jaren 70 en 80
In de jaren zeventig was het Kronenburgerpark de plek waar klanten en prostituees elkaar ontmoetten. In de jaren tachtig veranderde dat, doordat de prostituanten niet meer het park in liepen, maar bleven rondrijden. De automobilisten reden rondjes over de driehoek Kronenburgersingel, Stieltjesstraat, Vredestraat.
Het fenomeen vormde de inspiratie voor het lied Kronenburg Park (Ga die wereld uit) (1985) van de Frank Boeijen Groep. Boeijen richtte zich in dit nummer tot een oud-klasgenote die hij tot zijn schrik en verdriet herkende toen hij haar zag staan toen hij langs de tippelzone van het Kronenburgerpark reed en besefte dat ze een heroïne-verslaafde prostituee was geworden: "Ga die wereld uit, hou er mee op. Of stop in ieder geval met die heroïne."

### Jaren 90
Begin jaren negentig werd de doorgang Stieltjesstraat, Vredestraat dichtgemaakt met paaltjes. De automobilisten reden toen heen en weer door de Vredestraat en langs het park. Er werd gekeerd onder het belastingkantoor. Dat werd toen de plaats om te tippelen. De prostituees konden wegduiken als ze de dieseltjes van de politie hoorden. Later werd de ingang van de Vredestraat versmald, wat een sterke afname van het aantal auto's tot gevolg had, omdat de automobilisten elkaar nu aan moesten kijken en met handgebaren moesten aangeven wie voor mocht gaan.
In 1992 heeft de gemeente het tippelen in de Vredestraat verboden en in 1993 heeft de gemeente voor tippelen een afwerkplek ingericht aan de Nieuwe Marktstraat, tegen het spoortalud. In de jaren negentig heeft de stad rondom Kronenburgerpark en Stieltjesstraat echter overlast – die in de geraadpleegde bronnen niet nader gespecificeerd wordt – met betrekking tot de straatprostituees.

### Tippelzone Nieuwe Marktstraat
In 2000 opent de gemeente een tippelzone aan de Nieuwe Marktstraat vlak bij het hoofdbureau van de politie. Tevens wordt aan die straat een loods verbouwd en ingericht als afwerkplek. Deze loods opent op 9 oktober, daarin is bewakingspersoneel dat toezicht houdt op orde, veiligheid en hygiëne. Zowel tippelzone als afwerkloods zijn geopend van 20.00-02.00 uur. Doelen van deze maatregelen zijn: overlast beperken en zorg bieden aan de prostituees. Voor beide doelen blijkt de tippelzone effectief.

### Aantasting discretie, beperking openingstijden
Voorjaar 2004 wordt boven de afwerkloods een fietspad aangelegd met uitzicht op wat er gebeurt in de loods. Volgens sommigen tast dat het discrete en anonieme karakter van de prostitutie op de tippelzone aan. Na een evaluatie in voorjaar 2005 besluit de gemeente de zone open te houden, en de openingstijden met twee uur per dag te bekorten.

### Registratieplicht
In 2007 of al eerder is er grote toestroom van prostituees uit Oost-Europa, waardoor de concurrentie toeneemt, waardoor prostituees ook buiten de zone gaan tippelen, hetgeen weer overlast geeft. Daarom voert de gemeente in najaar 2007 een registratieplicht in. Alleen prostituees die op dat moment de twee voorafgaande jaren actief waren geweest op de zone krijgen vergunning om er nog te werken. Dit blijkt goed te helpen om de overlast weer te bestrijden.

### Uitsterfbeleid
Eind 2008 blijken 37 prostituees geregistreerd te werken op de tippelzone; driekwart van hen is verslaafd aan middelen. Begin 2009 heeft het college van B en W het voornemen, de tot dat moment zeer beperkte mogelijkheid om met vergunning te werken op de zone, niet te verruimen, en daarmee bewust voor een soort ‘uitsterfbeleid’ te kiezen. Bovendien wil het college voor de prostituees die er nu werken een “actief uitstapbeleid” gaan volgen: de dames ‘losweken van hun dealers en pooiers, en opvangen in kleinschalige opvanghuizen’ en ‘helpen een nieuw leven op te bouwen’.